# 1204

## Události
- kanonizace sv. Prokopa
- dobytí a vyplenění hlavního města Východořímské říše Konstantinopole, křižáky vedené Benátkami, končí tím čtvrtá křížová výprava
- založeno Latinské císařství, vytvoření křižáckých států v Řecku a Malé Asii
- vytvoření byzantských nástupnických států (Nikájské císařství, Epeirský despotát, Trapezuntské císařství)
- založen cisterciácký klášter Velehrad
- založen původně cisterciácký klášter Schlägl
- založen lombardský cisterciácký klášter Acqualonga

## Narození
- 14. dubna – Jindřich I. Kastilský, kastilský král († 6. června 1217)
- ? – Haakon IV., norský král († 15. prosince 1263)
- ? – Karma Pakši, tibetský mnich, 2. karmapa školy Karma Kagjü († 1283)
- ? – Gertruda z Dagsburgu, lotrinská vévodkyně a hraběnka ze Champagne († 30. března 1225)
- ? – Anna Marie Uherská, bulharská carevna z dynastie Arpádovců († 1237)
- ? – Alice ze Schaerbeeku, katolická světice († 1250)

## Úmrtí
- 1. ledna – Haakon III., norský král (* 1170–1180?)
- 8. února – Alexios IV. Angelos, byzantský císař (* 1182)
- 31. března – Eleonora Akvitánská, vévodkyně akvitánská, jako manželka Ludvíka VII. francouzská královna a jako manželka Jindřicha II. anglická královna (* 1122?)
- 9. srpna – Marie ze Champagne, hraběnka a regentka flanderská a henegavská, latinská císařovna (* 1174?)
- 11. srpna – Guttorm Sigurdsson, norský král (* ? 1199)
- 30. listopadu – Emerich Uherský, dalmatský vévoda, uherský a chorvatský král (* 1174)
- 13. prosince – Maimonides, židovský filosof a lékař (* 1135)
- ? – Izák II. Angelos, byzantský císař (* 1156)
- ? – Michael Glykas, byzantský historik, teolog, matematik, astronom a básník (* 1125)

## Hlava státu
- České království – Přemysl Otakar I.
- Svatá říše římská – Ota IV. Brunšvický – Filip Švábský
- Papež – Inocenc III.
- Anglické království – Jan Bezzemek
- Francouzské království – Filip II. August
- Polské knížectví – Vladislav III.
- Uherské království – Emerich Uherský – Ladislav III. Uherský
- Sicilské království – Fridrich I.
- Kastilské království – Alfonso VIII. Kastilský
- Rakouské vévodství – Leopold VI. Babenberský
- Skotské království – Vilém Lev
- Byzantská říše – Alexios IV. Angelos
- Latinské císařství – Balduin I.
- Nikájské císařství – Theodoros I. Laskaris